# 多湖輝
多湖 輝（たご あきら、1926年2月25日 - 2016年3月6日）は、日本の心理学者。千葉大学名誉教授。元東京未来大学学長。代々木アニメーション学院名誉顧問。
多湖輝研究所所長、東京都「心の東京革命」推進協議会会長、特定非営利活動法人「0歳からの教育」推進協議会理事長、東京アマチュア・マジシアンズクラブ会長、日本創造学会名誉会長などを務めた。

## 人物
- 「これしかない」という考え方は間違いであり、物事にはいろんな見方があることを訴え続けた。また固定観念に凝り固まっていては創造的な人間は生まれないとし、独創性を育てるために幼児教育が重要だと主張。「諸悪の根源は個人個人の頭の固さにある」とする独創的な人生観を持つ。
- 1966年に発表した思考パズル本「頭の体操」シリーズは累計部数1200万部を超えるベストセラーとなり[1]、以来約40年間に23巻までの続編が出版されている。また「頭の体操」という言葉そのものも、思考パズルやクイズの代名詞として日本では広く定着している。

## 略歴
スマトラ島生まれ。父は三井物産のシンガポール支店長だが、のち独立し、スマトラでゴム生産工場を始めた。
1929年：昭和恐慌で父の事業が失敗し、一家で日本に帰国、父は徳川義親の顧問となる。目白の徳川邸内の住宅に住み、北豊島郡高田町高田第五尋常小学校（現：豊島区立目白小学校）に学ぶ。
1943年：東京府立第四中学校（現：東京都立戸山高等学校）卒業。在学中、軍国主義に対する反感から生徒20人ほどで銃器庫を破壊し、菊の紋章のついた銃をふりまわして学校で狼藉を働いたが、事件があまりに重大だったので教師たちに揉み消され、放校を免れた。
1944年：旧制府立高校入学。1950年3月：東京大学文学部哲学科心理学専攻卒業。1952年3月：東京大学大学院修士課程（心理学専攻）修了。
1951年：東京工業大学助手。1959年　千葉大学教育学部講師。1962年　同助教授。1973年：千葉大学教授。1989年：千葉大学退官　名誉教授。
1966年12月15日　『頭の体操 第1集』（光文社）刊行。1967年：第2回書店新風賞を受賞（頭の体操）。
1989年：フジテレビ「IQエンジン」にて、問題監修。1990年：日本テレビ「マジカル頭脳パワー!!」にて、芦ヶ原伸之、小野寺紳と共に問題監修。
1991年：多湖輝研究所を設立。2006年秋、瑞宝中綬章受勲。
2007年：レベルファイブ制作ニンテンドーDSソフト「レイトン教授と不思議な町」を監修（以降シリーズ作品を監修）。
2007年：東京未来大学学長。2007年：名誉都民。2008年：東京未来大学名誉学長。
2016年3月6日：間質性肺炎のため東京都中央区の病院で死去。90歳没。

## 著書
- 『読心術 現代科学が産んだ新兵器』光文社・カッパ・ブックス 1962
- 『人の使い方』財団法人　通信教育振興会・教養の書 1966
- 「頭の体操」シリーズ 全23集 光文社・カッパブックス、1966-2001 のち文庫、知恵の森文庫
- 『企画力 無から有を生む本』光文社・カッパビジネス 1969 のち文庫
- 『心理トリック』ごま書房・セサミブックス 1971
- 『対談しごとと生きがい 私の出会った15人』フレーベル館・新書 1971
- 『言葉の心理作戦』ごま書房・ゴマブックス 1972
- 『頭の教室』ごま書房・ゴマブックス 1973
- 『会社病理学』ごま書房・ゴマブックス 1973
- 『ホイホイ勉強術』ごま書房・ゴマブックス 1974
- 『子どもの頭をよくする本』ゴマブックス 1975
- 『自己暗示術』ゴマブックス 1975
- 『小学生勉強術』ゴマブックス 1976
- 『ホイホイ記憶術』ゴマブックス 1976
- 『頭の切りかえ方 新機軸を生み出すためのテクニック』ゴマブックス 1977
- 『深層心理術』ゴマブックス 1977
- 『催眠の効用』ゴマブックス 1978
- 『深層言語術』ゴマブックス 1978
- 『深層説得術』ゴマブックス 1978
- 『しつけの心理作戦』ゴマブックス 1979
- 『初対面の心理作戦』ゴマブックス 1980
- 『人間心理の落し穴』ゴマブックス 1980
- 『頭のよい子は親が創る 頭の体操・子ども版』学習研究社 1981
- 『子ども深層心理術 "むずかしい年ごろ"の心をたくみにリードする法』ゴマブックス 1981
- 『サラリーマン読心術 80年代サラリーマン生き残り戦術3』ごま書房 1981
- 『集中力がつく本 頭脳効果を最大限に発揮する心理テクニック』ゴマブックス 1981
- 『積極力がつく本』ゴマブックス 1981
- 『愛の才能開発 鈴木メソードと幼児教育』桐原書店 1982
- 『子どもを叱るうまい方法』ゴマブックス 1982
- 『ラストスパート勉強術』ゴマブックス 1982
- 『悪の心理術 敵の仕掛けを見抜き、相手を術中にハメる法』ゴマブックス 1983 「会話の心理術」三笠書房知的生きかた文庫
- 『悪の説得術』ゴマブックス 1983
- 『好印象を与える自己表現術』ゴマブックス 1983 『だからこの人は好印象を持たれる』小学館文庫 2002
- 『欺しの心理術 「やられた」「しまった」ではもう遅い!』ゴマブックス 1984
- 『部下を叱る心理技術』ごま書房 1984
- 『目玉が驚くパズル集』ごま書房 1984
- 『お金の心理術』ゴマブックス 1985
- 『甘父干母の時代 甘い父親と干渉する母親 心理学者の現代家庭診断』ごま書房 1985
- 『子どもを伸ばす母親暗示術 このやり方で,子どもは"やる気"になる』ゴマブックス 1985
- 『発想力 新アイデアを生む多湖式技法』ごま書房 1985
- 『言葉のトリック うまい話のワナから自分を守る心理術』ゴマブックス 1986
- 『弱点の読み方 隠されたウィークポイントを見破る心理技術』ゴマブックス 1986
- 『不思議なふしぎな人間心理 日常生活でぶつかる不可解な人間行動を徹底解明!』ゴマブックス 1986
- 『イラスト速勉術 確実に成績が上がるコツ』朝日出版社 1987
- 『ひとの10倍覚えるコツ ライバルがあわてるスーパー記憶法!!』朝日出版社 1987
- 『ボケない頭の活性術 40代から始める脳みそ若返り作戦』学習研究社 1987
- 『ヒット商品の心理学 頭の体操による商品発想』東急エージェンシー出版事業部 1988
- 『人を動かす潜在心理術 相手の意見・態度を自在に変える法』ゴマブックス 1988
- 『勉強嫌いが治る本 子どものやる気を引き出す仕掛け方』ゴマブックス 1988
- 『仕事の教え方 "できない部下"は,上司の責任』ごま書房 1989
- 『なぜいい考えが浮かばないのか 丸い卵も切りようで四角』ごま書房 1989 のちPHP文庫
- 『六十歳からの生き方 自分の人生を充実させるための発想法』ごま書房 1990 のちサンマーク文庫
- 『こんな親子でいいのでしょうか 多湖先生の現代家庭診断』ごま書房 1991
- 『多湖輝の実用心理学講座』全4巻 ごま書房 1991
- 『亭主学入門 いい男いい父親いい夫』ごま書房 1991 フロムフォーティズ
- 『王様の知恵比べ 50の部屋の迷宮に挑戦! パズル』実業之日本社 1992
- 『タイプ別部下の叱り方 あなたは、彼らの本心を読みちがえていないか ビジネスを変える』ごま書房 1992
- 『多湖輝のしつけ心理学講座』全5巻 ごま書房 1992
- 『自分の見せ方 パフォーマンス時代の自己演出術』ゴマブックス 1993
- 『当年とって六十歳 年をとるほど若くなる逆転の生き方』ごま書房 1993
- 『まず動く 人生これから!』高木書房 1993 のち光文社知恵の森文庫
- 『頭のリストラ術 あなたの発想構造をガラリと変える』ごま書房 1994
- 『雑談からの発想 思わぬビジネスチャンスは、思わぬ話から生まれる』ごま書房 1994
- 『多湖輝先生の合格の心理学 100万人の先輩が勇気づけられた受験の極意』ゴマブックス 1994
- 『六十歳の決断 あなたは、なにをためらっているのですか』ごま書房 1994
- 『言葉の魔術師 百人の名スピーキング・マジシャンのタネと仕掛けを見破る』ゴマブックス 1995
- 『相手の心をつかむ心理術』ゴマブックス 1996
- 『多湖輝の発想工房 新機軸は異質な素材の出会いから生まれる』ゴマブックス 1996
- 『いい夫婦しませんか』ゴマブックス 1997
- 『お金に好かれる人お金に嫌われる人 お金と上手につき合うための心理学』ごま書房 1997
- 『説得の達人 この手を使えば、相手はたちまちコロリ』ごま書房 1997
- 『人生頭の体操 もっと豊かに、もっと楽しく生きるための"逆発想"のすすめ』ひらく 1998
- 『人生は、ダメだと思った時から始まる』ごま書房 1998
- 『説得力』ごま書房 1998
- 『即効自己暗示術 「気の持ちよう」の実践テクニック』ごま書房 1998
- 『Noをyesに変える深層心理トリック』日本文芸社 1999
- 『定年力』ゴマブックス 1999
- 『隣のヒトが気になったとき読む本 人間観察力養成講座』PHP研究所 1999
- 『7つの自立力 知情気体頭愛金』同朋舎 2000
- 『頭は50歳で切り換えよ!』青春出版社・プレイブックス 2000
- 『言葉の裏ワザ 相手を見抜き、揺さぶり、動かす』光文社カッパ・ブックス 2000
- 『戦略的年の取り方 「今どきの年寄り」の頭のいい生き方』海竜社 2000
- 『負けない自分をつくる心理学』ロングセラーズ 2000 <ムック>の本
- 『絶望をはねのけてこそ人生は楽しい』新講社 2001
- 『得な生き方損な生き方 人生がガラリと変わって見えてくる本』文芸社 2001 『ソンな生き方をトクにする』小学館文庫 2003
- 『日本創新 7つの視点 変えたい日本、残したい日本』メディアパル 2001
- 『部下を乗せたい上司と上司を操りたい部下 ビジネスによく効く心理学』実業之日本社 2001
- 『今も心に残る「しつけの一言」』新講社 2002
- 『好かれるお母さん嫌われるお母さん その差はなぜ生じるのか?』新講社 2002
- 『日本人を劇的に変える行動プラン 日本の叡智50人による討議1年間の総括』アイ・ティ・コム 2002
- 『「運を引き寄せる人」の小さな習慣 人生の流れを変える、日常生活30のヒント』青春出版社 2003
- 『子どもの幸せにとって「いるもの」「いらないもの」』新講社 2003
- 『「長女」の相談室』新講社 2003
- 『「長女」のための本』新講社 2003 のちPHP文庫
- 『平成版ホイホイ勉強術 脳力up162の作戦』幻冬舎 2003
- 『「一人っ子長女」のための本』新講社 2004 のちPHP文庫
- 『「一人っ子長男」のための本』新講社 2004 のちPHP文庫
- 『「二人きょうだい」の人のための本』新講社 2004
- 『盲点力 人が見えないところを見る力』新講社 2004
- 『五〇歳からの頭の体操』角川oneテーマ21 2005
- 『図解・子どもの性格を決める しつけの習慣 子どもが伸びる、魔法の口ぐせ』PHP研究所、2005
- 『図解 頭のよい「超」勉強術』ゴマブックス、2005 ISBN 4777102378
- 『図解「できる人」の超・読心術 心が読めれば、仕事・人間関係はうまくいく』PHP研究所 2005
- 『雪原の中で「塩」を見つける法』新講社 2005
- 『なぜか「娘に好かれる父親」の共通点』新講社 2005
- 『人を見抜く心理術』日本文芸社・パンドラ新書、2005 ISBN 4537252618
- 『12歳からの人生論』新講社 2006
- 『新六十歳からの生き方 自由人として本当の人生がここから始まる』ゴマブックス 2006
- 『実用定年力』ごま書房 2006
- 『知恵づくりのヒント』牧野昇共著 文香社 1997
- 『図解頭のよい「超」記憶術』ゴマブックス 2006
- 『図解心理トリック 自分に効く!初対面に効く!人間関係に効く!仕事に効く!』大和書房 2006
- 『図解・できる子の習慣 ちょっとした親の工夫で、子どもの才能は大きく変わる』PHP研究所 2006
- 『どう生きる心の体操 諦めて、諦めない』高木書房 2006
- 『「ひとりっ子育て」の知恵』PHP研究所 2006
- 『お母さんのための「幸せ」心理学』新講社 2007
- 『子どもを伸ばすお母さんの魔法』朝日新聞社 2007
- 『「人生を前向きに生きる」私の方法』新講社 2007
- 『多湖教授の「なぞ解き」活脳パズル』小学館 2007
- 『本を読む子に育てよう』新講社 2007
- 『夢を実現する「一日の過ごし方」』新講社 2007
- 『曖昧力 日本人が育んできた"生きる知恵"』学習研究社 2008
- 『おだやかに「断わる」技術』新講社 2008 Wide shinsho
- 『四十過ぎたら「頭が固くなる」はウソ』2008 集英社文庫
- 『母の品格』新講社 2008
- 『正岡子規運命を明るいものに変えてしまった男』新講社 2009 Wide shinsho
- 『100歳になっても脳を元気に動かす習慣術 ボケる頭の使い方ボケない頭の使い方』日本文芸社・日文新書 2011
- 『18歳からのマナー・ブック もうすぐオトナ社会に生きるきみへ』新講社 2011 Wide shinsho
- 『楽老のすすめ すぐ実行できる愉しい老年パワー48』海竜社 2011
- 『50歳を過ぎて20代のアタマを取り戻す習慣』青春新書PLAY BOOKS 2012

他多数

### 共著
- 『催眠誘導の技法』加藤隆吉,高木重朗共著 誠信書房 1968
- 『人間の欲望・感情』吉田正昭共著 相良守次編 大日本図書 1968 心理学入門講座 新版
- 『おもちゃの与え方』和久洋三共著 ゴマブックス 1979
- 『多湖輝の「超発想」 複眼的思考の磨き方』竹野輝之共著 講談社 1996
- 『人に愛される子を育てる!魔法のアドバイス 人間力を鍛えるモテ育の秘訣』倉田真由美共著 宝島社 2008
- 『長生きすりゃいいってもんじゃない』日野原重明共著 幻冬舎 2010

### 翻訳
- E.ディヒター『欲望を創り出す戦略』ダイヤモンド社 1964
- ウェイン・W.ダイヤー『間違いだらけの生き方 あなたは人生に自信が持てますか』パシフィカ 1977
- バリー・ニール・カウフマン『幸せへの飛翔 あなた自身を創り変える法』ナツメ社 1979
- デニス・ウェイトリー『ベスト・マイセルフの原則』三笠書房 1981
- エドワード・デボノ『デボノの「思考術」講座 "知恵"で思考を磨け』産業能率大学出版部 1984
- ジャネット・G.エルシー『4分間交渉術 「第一印象」の心理学』ティビーエス・ブリタニカ 1985
- ジェームズ・フィックス『天才パズル』訳編 三笠書房 1990 のち知的生き方文庫
- ジェームズ・アルビノ『頭のいい子に育てる本』三笠書房 1992
- ヒューバート・フィリップス『天才パズル 推理篇』 訳・編 三笠書房・王様文庫 2001

## 論文
- 宇留野藤雄と共著 「精神電流現象」 『心理学講座 2. 生理心理』 中山書店 1954
- 宇留野藤雄と共著 「P. G. R. の測定について」 『心理学研究』 第25巻 2号 1954
- 「面接法の問題点について」 『調査と技術』 第106号 1962

英文
1. Griffith, RM.,Miyagi, O., and Tago,A. The Universality of Typical Dreams: Japanese vs. Americans. American Anthropologist:60, 1173-1179(1958)
2. Sagara, M.,Tago, A.,Shibuya, Y. The influence of subliminal stimuli upon the impressions of a line drawing of a face. Japanese Psychological Research:4, 178-184(1962)

## ラジオ
- 多湖輝の子育てQ&A（ニッポン放送）
- 多湖輝の幸せゼミナール（同上）
- 多湖輝のラジオ頭の体操（同上 自著「頭の体操」を原作としている）

## テレビ
- 世界一受けたい授業（日本テレビ）